# Eurytoma speciosa
Eurytoma speciosa är en stekelart som beskrevs av Girault 1915. Eurytoma speciosa ingår i släktet Eurytoma och familjen kragglanssteklar. Inga underarter finns listade i Catalogue of Life.